# Episodi di M*A*S*H (quinta stagione)
La quinta stagione della serie televisiva M*A*S*H è andata in onda negli Stati Uniti d'America dal 21 settembre 1976 al 15 marzo 1977.
| nº | Titolo originale                   | Titolo italiano             | Prima TV USA      | Prima TV Italia |
| -- | ---------------------------------- | --------------------------- | ----------------- | --------------- |
| 1  | Bug Out                            | La ritirata                 | 21 settembre 1976 |                 |
| 2  | Margaret's Engagement              | Il fidanzamento di Margaret | 28 settembre 1976 |                 |
| 3  | Out of Sight, Out of Mind          | Lontano dagli occhi         | 5 ottobre 1976    |                 |
| 4  | Lt. Radar O'Reilly                 | Il tenente Radar O'Reilley  | 12 ottobre 1976   |                 |
| 5  | The Nurses                         | Le infermiere               | 19 ottobre 1976   |                 |
| 6  | The Abduction of Margaret Houlihan | Il ratto di Margaret        | 26 ottobre 1976   |                 |
| 7  | Dear Sigmund                       | Caro Sigmund                | 9 novembre 1976   |                 |
| 8  | Mulcahy's War                      | La guerra di padre Mulcahy  | 16 novembre 1976  |                 |
| 9  | The Korean Surgeon                 | Il chirurgo coreano         | 23 novembre 1976  |                 |
| 10 | Hawkeye Get Your Gun               | Hawkeye prendi il fucile    | 30 novembre 1976  |                 |
| 11 | The Colonel's Horse                | Il cavallo del colonnello   | 7 dicembre 1976   |                 |
| 12 | Exorcism                           | Esorcismo                   | 14 dicembre 1976  |                 |
| 13 | Hawk's Nightmare                   | Incubo di Hawkeye           | 21 dicembre 1976  |                 |
| 14 | The Most Unforgettable Characters  | Personaggi indimenticabili  | 4 gennaio 1977    |                 |
| 15 | 38 Across                          | 38 orizzontale              | 11 gennaio 1977   |                 |
| 16 | Ping Pong                          | Ping pong                   | 18 gennaio 1977   |                 |
| 17 | End Run                            | Corsa finale                | 25 gennaio 1977   |                 |
| 18 | Hanky Panky                        | Frottole su frottole        | 1º febbraio 1977  |                 |
| 19 | Hepatitis                          | L'epatite di Radar          | 8 febbraio 1977   |                 |
| 20 | The General's Practitioner         | Il fegato del generale      | 15 febbraio 1977  |                 |
| 21 | Movie Tonight                      | Stasera al cinema           | 22 febbraio 1977  |                 |
| 22 | Souvenirs                          | Souvenirs                   | 1º marzo 1977     |                 |
| 23 | Post Op                            | Post-operatoria             | 8 marzo 1977      |                 |
| 24 | Margaret's Marriage                | Il matrimonio di Margaret   | 15 marzo 1977     |                 |